# Seznam filmov TriStar Pictures
Seznam filmov v produkciji in/ali distribuciji ameriškega studia TriStar Pictures začetku leta 1982.

## Filmografija
- Naturšček (1984), njihov sploh prvi film
- Mupetki zavzamejo Manhattan (1984), ameriški distributer (v tujini 20th Century Fox)
- Super ženska (1984), distributer
- Rambo 2 (1985), distributor
- Peggy Sue se poroči (1986)
- Short Circuit (1986), ameriški distributer (v tujini 20th Century Fox), plus nadaljevanje
- Rambo 3 (1988, distributor)
- Short Circuit 2 (1988), ameriški distributer (v tujini 20th Century Fox)
- Glory (1989)
- Popolni spomin (1990, distributor)
- Terminator 2: Sodni dan (1991), distributer v ZDA
- Bingo (1991)
- Prvinski nagon (1992, distribution)
- Filadelfija (1993)
- Mixed Nuts (1994)
- Jumanji (1995)
- Jerry Maguire (1996)
- Matilda (1996), koprodukcija z Jersey Films
- My Best Friend's Wedding (1997)
- Sedem let v Tibetu (1997)
- Vesoljski bojevniki (1997), koprodukcija s Touchstone Pictures
- Bolje ne bo nikoli (1997)
- Desperate Measures (1998)
- Godzilla (1998), koprodukcija s Centropolis Entertainment
- Madeline (1998)
- The Mask of Zorro (1998), koprodukcija z Amblin Entertainment
- Urbane legende (1998)
- Metropolis (2001), koprodukcija z Destination Films
- The Trumpet of the Swan (2001), koprodukcija z RichCrest Animation Studios